# Partition du Québec
 (juillet 2024).

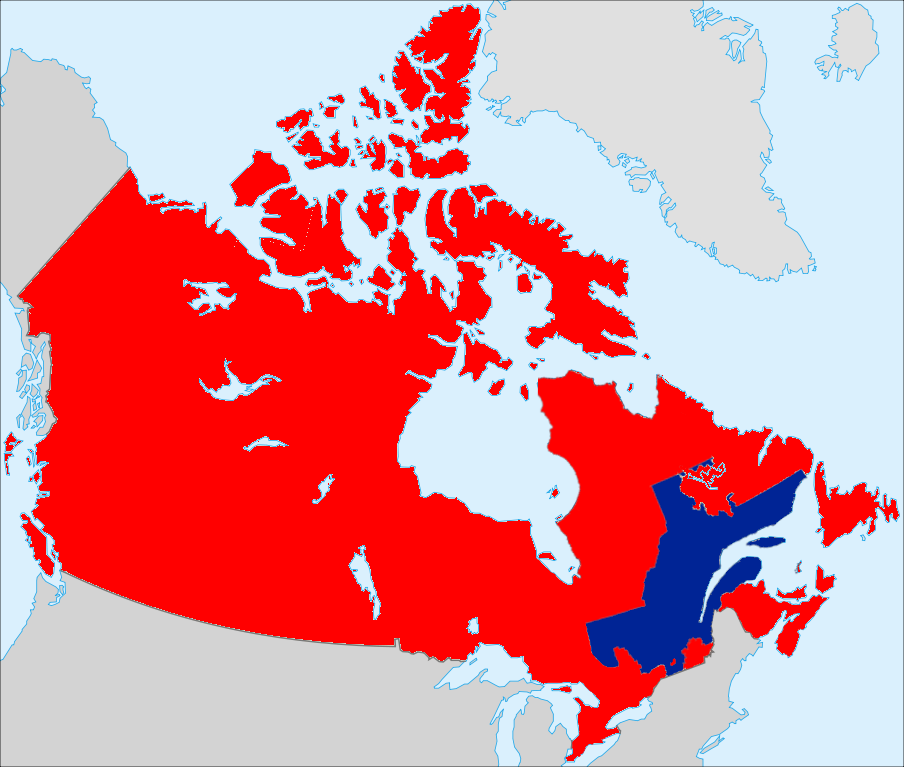
Carte d'une partition possible du Québec (en bleu) et du Canada (en rouge).

La partition du Québec est un concept politique qui implique la possibilité pour différentes régions du Québec de se séparer de ce dernier dans le cas où la province deviendrait un État souverain. La partition est un concept né en réaction contre le souverainisme québécois. Généralement, cette idée prône le rattachement au Canada de différentes portions du Québec dans le cas où il deviendrait indépendant.
La partition du Québec est souvent résumée par la formule : « Si le Canada est divisible, le Québec l'est aussi »

## Aspect juridique de la question
Selon le professeur de droit international public Stéphane Beaulac, il n'est pas garanti en droit international public que l'intégrité territoriale du Québec serait assurée en cas de sécession. Selon le professeur, le principe uti possidetis juris  (principe de conservation de l'ancien territoire) s'applique seulement dans un contexte de décolonisation. En citant les travaux du professeur José Woehrling, il explique que le rapport de l'expert français Alain Pellet commandé à ce sujet par le gouvernement du Québec en 1991-1992 comporte une erreur parce qu'il est fondé sur les analyses problématiques de la commission Badinter de 1991 et sur une décision internationale concernant le conflit entre le Burkina Faso et le Mali.